# Jacques Polge
Jacques Polge (Bordeaux, 14 giugno 1943) è un profumiere francese.

## Biografia
Jacques Polge è cresciuto vicino ad Avignone, in Francia, dove è stato ispirato dall'aria che si respirava a Grasse, che era profumata dall'alta concentrazione di ciclamini. Dopo l'università, Jacques Polge ha iniziato il proprio apprendistato come profumiere proprio a Grasse, sotto la guida di Jean Carles.
Lavora come direttore della sezione profumi di Chanel dal 1978. È il terzo ad occupare tale posizione, dopo Ernest Beaux ed Henri Robert. Polge ha dichiarato che la sua creazione preferita è Égoïste.
Anche suo figlio, Olivier è uno stimato profumiere ed è succeduto al padre come "naso" esclusivo di Chanel.

## Principali profumi creati
Chanel
- Antaeus (1981)
- Coco (1984)
- Égoïste (1990)
- Allure (1996)
- Coco Mademoiselle (2001)
- Pour Monsieur Concentré (2001)
- Chance (2002)
- Bleu De Chanel (2010)
- Coco Noir (2012)